# 샤크만

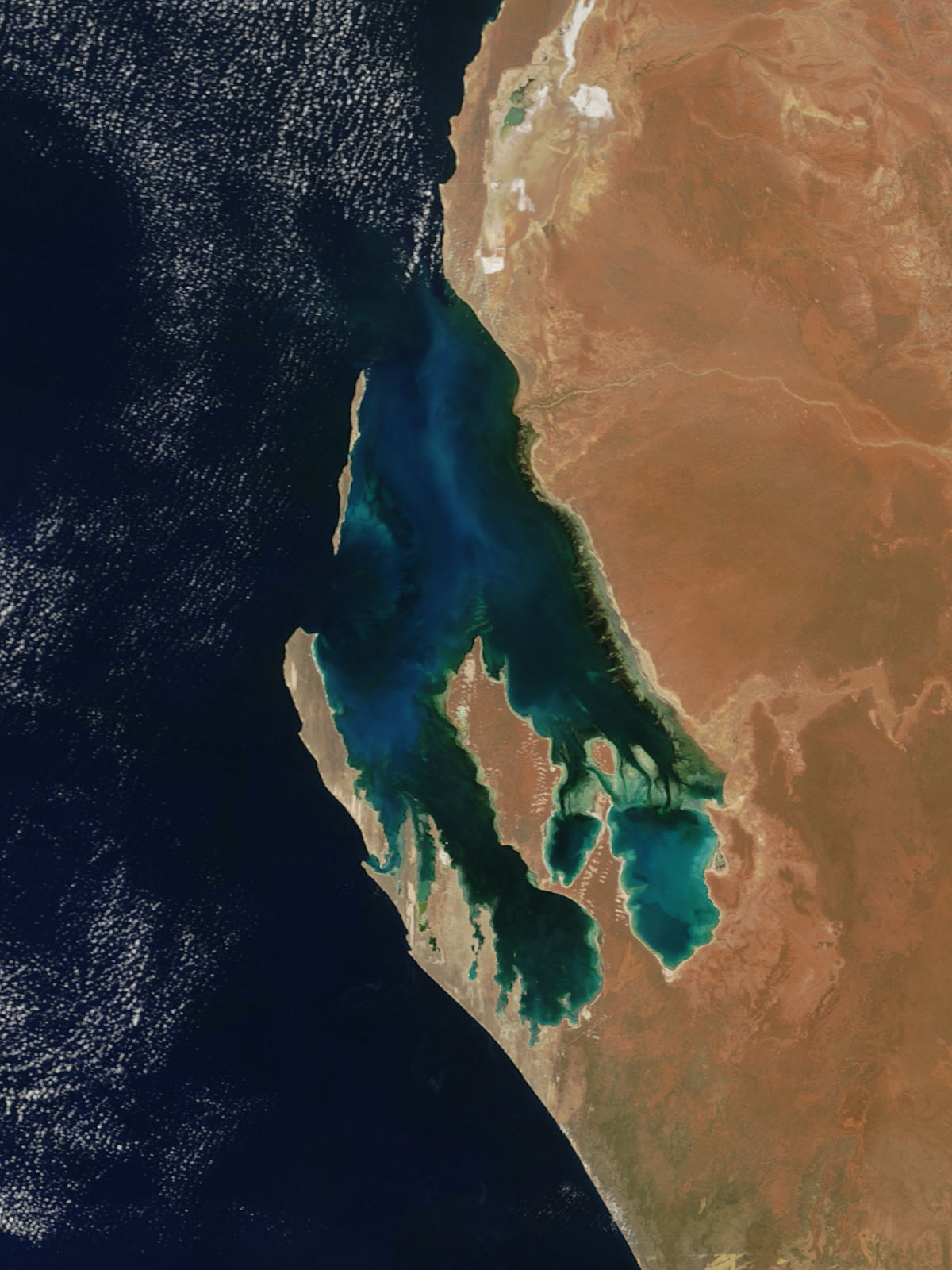

샤크만 또는 샤크 베이(Shark Bay, 말가나어: Gathaagudu, 문자 그대로 '두 개의 물')는 웨스턴오스트레일리아주 개스코인 지역에 있는 세계유산 지역이다. 23,000제곱킬로미터(8,900제곱마일)의 지역은 오스트레일리아 대륙의 가장 서쪽 지점인 퍼스 (웨스턴오스트레일리아주)에서 북쪽으로 약 800킬로미터(500마일) 떨어진 곳에 위치해 있다. 유네스코가 샤크만을 세계유산으로 등록한 내용은 다음과 같다.
"샤크만의 바다, 섬 및 반도는...세계에서 가장 크고 다양한 해초층 중 하나를 포함하여 여러 가지 뛰어난 자연적 특징을 가지고 있다. 그러나 이는 스트로마톨라이트(단단하고 지구상에서 가장 오래된 생명체로 알려진 돔 모양의 퇴적물)이 가장 유명하다. 이 유산은 또한 듀공의 대량 개체수를 포함하여 풍부한 해양 생물로 유명하며 세계적으로 멸종 위기에 처한 종을 위한 피난처를 제공한다."
이 만은 오스트레일리아에서 가장 풍부한 해양생태계를 갖추고 있다. 인기있는 낚시터이다.